# فيلفريدو باريتو
اسمه الكامل هو ولفريد فريتز باريتو، وهو من علماء الاقتصاد المشهورين، ولد في مدينة باريس الفرنسية يوم 15 يوليو 1848م وتوفي في مدينة جنيف السويسرية في 19 أغسطس 1923م، وهو عالِمٌ اقتصادي واجتماعي شهير وصاحب مبدأ باريتو المعروف بقاعدة 80-20 في علم الإدارة، وهو أيضا صاحب النظريتين الاقتصاديتين أمثلية باريتو وأفضلية باريتو وله مدرج إحصائي عرف باسم مخطط باريتو
وكذلك توزيع باريتو الاحتمالي وهو صاحب المقولة الشهيرة التاريخ هو مقبرة من الطبقات الأرستقراطية.
قدم مفهوم «كفاءة باريتو» وساعد في تطوير مجال الاقتصاد الجزئي. كان أيضًا أول من اكتشف أن الدخل يتبع توزيعًا أسماه «توزيع باريتو»، وهو توزيع احتمالي يخضع لقانون أسي. سُمّي «مبدأ باريتو» على اسمه، بعد أن بُني على ملاحظاته مثل أن 80% من الأراضي في إيطاليا كانت مملوكة من قبل 20% من السكان. ساهم في مجالات علم الاجتماع والرياضيات، وبحسب عالم الرياضيات بونوا ماندلبرو وريتشارد ل. هدسون:
كان إرثه كخبير اقتصادي عميقًا. إذ يعود الفضل جزئيًا له في تطوير المجال من فرع من الفلسفة الأخلاقية كما مارسه آدم سميث إلى حقل غزير البيانات من البحث العلمي والمعادلات الرياضية. تبدو كتبه مثل كتب الاقتصاد الحديث أكثر من معظم النصوص الأخرى في ذلك الوقت: جداول إحصاءات من جميع أنحاء العالم وكل الأعمار، وصفوف من إشارات التكامل والمعادلات، ومخططات ورسوم بيانية معقدة.

## السيرة الذاتية
ولد باريتو في عائلة جنوية نبيلة منفية في عام1848 في باريس، مركز الثورات الشعبية في ذلك العام. كان والده رافائيل باريتو (1812-1882)، مهندسًا مدنيًا إيطاليًا وماركيزًا ليغوريًا ترك إيطاليا مثل جوزيبي مازيني وغيره من القوميين الإيطاليين.  كانت والدته ماري موتونييه امرأة فرنسية. بسبب حماسهما للثورة الألمانية عام 1848، أطلق عليه والداه اسم فريتز ويلفريد، والذي أصبح فيلفريدو فيديريكو بعد انتقال عائلته إلى إيطاليا في عام 1858. في طفولته، عاش باريتو في بيئة من الطبقة المتوسطة، وحصل على مستوى عالٍ من التعليم، وذهب إلى معهد ليردي التقني المُنشأ حديثًا حيث كان فرناندو بيو روسيليني أستاذه في مادة الرياضيات. في عام 1869، حصل على درجة الدكتوراه في الهندسة مما يعرف الآن بجامعة البوليتكنيك في تورينو (ثم المدرسة الفنية للمهندسين). كانت أطروحته بعنوان «المبادئ الأساسية للتوازن في الأجسام الصلبة». يمكن إرجاع اهتمامه اللاحق بتحليل التوازن في الاقتصاد وعلم الاجتماع إلى هذه الورقة العلمية.

### من مهندس مدني إلى اقتصادي ليبرالي كلاسيكي
لعدة سنوات بعد التخرج، عمل باريتو كمهندس مدني، أولاً لشركة السكك الحديدية الإيطالية التابعة للدولة ثم في القطاع الخاص. كان مدير الأعمال الحديدية لسان جيوفاني فالدارنو ولاحقًا المدير العام لأعمال الحديد الإيطالية.
لم يبدأ العمل الجاد في الاقتصاد حتى منتصف الأربعينيات من عمره. بدأ مسيرته المهنية كمدافع شرس عن الليبرالية الكلاسيكية، مُزعجًا أكثر الليبراليين البريطانيين حماسة بسبب هجماته على أي شكل من أشكال التدخل الحكومي في السوق الحرة. في عام 1886، أصبح محاضرًا في الاقتصاد والإدارة في جامعة فلورنسا. تميزت إقامته في فلورنسا بالنشاط السياسي، المدفوع في غالبه بسبب شعوره بالإحباط من الجهات التنظيمية الحكومية. في عام 1889، بعد وفاة والديه، غيّر باريتو نمط حياته، وترك عمله وتزوج من الروسية أليساندرينا باكونينا.

### الاقتصاد وعلم الاجتماع
في عام 1893، خلف باريتو «ليون والراس» في منصب رئيس الاقتصاد السياسي في جامعة لوزان في سويسرا حيث بقي لبقية حياته. في عام 1906، أدلى بملاحظته الشهيرة القائلة إن عشرين بالمئة من السكان يمتلكون ثمانين بالمئة من الأملاك في إيطاليا، والتي عممها جوزيف م. جوران لاحقًا لتصبح «مبدأ باريتو» (المعروف أيضًا باسم قاعدة 80-20). أظهر في أحد كتبه التي نُشرت عام 1909 «توزيع باريتو» الذي يشرح توزيع الثروة «ضمن أي مجتمع بشري، في أي عصر، أو بلد». حافظ على علاقات شخصية ودية مع أفراد اشتراكيين، لكنه اعتقد دائمًا أن أفكارهم الاقتصادية كانت معيبة بشدة. ثم لاحقًا، أصبح يشكّ في دوافعهم الإنسانية، وندد بالزعماء الاشتراكيين باعتبارهم يمثلون «أرستقراطية قطاع الطرق» وينهبون البلاد منتقدين حكومة جيوفاني جيوليتي لعدم اتخاذ موقف أكثر صرامة ضد الإضرابات العمالية. دفعته الاضطرابات المتزايدة بين العمال في إيطاليا إلى أن يتجه إلى معسكر مناهض للاشتراكية ومعاد للديمقراطية. أما موقفه من الفاشية في سنواته الأخيرة فيبقى مسألة مثيرة للجدل.
طُعِّمت علاقة باريتو بعلم الاجتماع في عصر تأسيسه العلمي بطريقة نموذجية منذ اللحظة التي أخذ فيها، بدءًا من الاقتصاد السياسي، بانتقاد الفلسفة الوضعية كنظام إجمالي وغيبيّ مجرّد من الطرق التجريبية المنطقية الصارمة. وفي هذا المفهوم يمكننا أن نقرأ مصير إنتاج باريتو ضمن تاريخ العلوم الاجتماعية التي ما تزال تُظهر خصوصية ذلك الإنتاج والاهتمام بمساهماته في القرن الحادي والعشرين. تُعتبر قصة باريتو أيضًا جزءًا من نموذج البحث متعدد التخصصات لنموذج علمي يميّز علم الاجتماع كناقدٍ للنماذج التراكمية للمعرفة بالإضافة إلى كونه اختصاصًا يميل إلى تأكيد النماذج الترابطية للعلوم.

### حياته الشخصية
في عام 1889، تزوج باريتو من الروسيّة أليساندرينا باكونينا. وتركته في عام 1902 من أجل خادم شاب. بعد عشرين عامًا في عام 1923، تزوج من الفرنسية جِن ريجيس، وذلك قبل وفاته مباشرة في جنيف، سويسرا في 19 أغسطس 1923.

## علم الاجتماع
قضى باريتو سنواته الأخيرة في جمع مواد عمله الأكثر شهرة معاهدة علم الاجتماع العام 1916)). وكان اسم عمله الأخير خلاصة علم الاجتماع العام (1920).
نُشر كتابه معاهدة علم الاجتماع العام (1916، والنسخة الفرنسية 1917) بالإنجليزية بواسطة شركة هاركورت بريس في طبعة من أربعة مجلدات، وحرره آرثر ليفينغستون تحت عنوان العقل والمجتمع (1935). طور باريتو في هذا الكتاب  فكرة دوران النخبة، وهي أول نظرية دورة اجتماعية في علم الاجتماع. يشتهر باريتو بقوله «التاريخ مقبرة من الطبقات الأرستقراطية».
يبدو أن باريتو قد تحول إلى علم الاجتماع ليفهم لماذا لم تنجح نظرياته الاقتصادية الرياضية المجردة في الممارسة العملية، اعتقادًا منه بتدخل عوامل اجتماعية غير متوقعة أو لا يمكن السيطرة عليها. يرى علم الاجتماع خاصته أن الكثير من العمل الاجتماعي غير منطقي وأن الكثير من التصرفات الشخصية مصممة لإعطاء منطقية زائفة لأفعال غير عقلانية. نحن مدفوعون، حسب قوله، بواسطة بعض «البقايا» وبواسطة «اشتقاقات» من هذه البقايا. والأهم من ذلك يتعلق بالفكر المحافظ والمجازفات، والتاريخ الإنساني هو قصة تبادل هيمنة هذه المشاعر على النخبة الحاكمة التي تصل إلى السلطة حاملةً الفكر المحافظ بشكل قوي ولكن تتغير تدريجيًا إلى فلسفة «الثعالب» أو المضاربين. ثم تحدث كارثة، عند العودة إلى الفكر المحافظ الذي تتبعه عقلية «الأسد». يقول باريتو إنه يمكن كسر هذه الدورة باستخدام القوة، ولكن النخبة تصبح ضعيفة وإنسانية وتبتعد عن العنف.
جاء علم اجتماع باريتو إلى الولايات المتحدة عن طريق جورج هومانس ولورنس ج. هندرسون في جامعة هارفارد، وكان له تأثير كبير، لا سيما على تالكوت بارسونز، عالم الاجتماع في جامعة هارفرد، الذي طور منهجَ نظمٍ للمجتمع والاقتصاد يُجادل بأن الوضع الراهن عادةً ما يكون فعالًا.
كان باريتو معارضًا للماركسية مدى حياته.

## الفاشية وتوزع القوة
جادل باريتو بأن الديمقراطية كانت مجرد وهم وأن الطبقة الحاكمة ستظهر دائمًا وتغذي نفسها. بالنسبة له، كان السؤال الرئيسي هو مدى فعالية حكم الحكام. لهذا السبب، دعا إلى تقليص كبير لدور الدولة ورحّب بحكم بينيتو موسوليني باعتباره انتقالًا إلى هذا الحد الأدنى من التدخل الحكومي بهدف تحرير القوى الاقتصادية «البحتة».

## وصلات خارجية
- فيلفريدو باريتو على موقع الموسوعة البريطانية (الإنجليزية)